# Malmömästaren
Malmömästaren är ett anonymnamn för en målare, verksam under 1500-talet.
Malmömästaren är den målare som utfört utsmyckningen av krämarekapellet (nuvarande dopkapell) i Sankt Petri kyrka i Malmö. Kapellet är beläget vid västgaveln norr om kyrktornet och tillkom 1413 genom klädeshandlarskrået. Den har troligtvis inrymt två altarstiftelser; en till Heliga Lekamen och en till Jungfru Maria. Under 1520-talet försågs väggarna och de båda valven med målningar av Malmömästaren som nu är de enda som bevarats från kyrkans katolska tid. Målningarna visar de kristna mysteriernas traditionsmässiga förmedling genom den Katolska kyrkan och samhällslivets förankring i det kristna livet. Tre av dessa i det västra valvets avbildar symboliska framställningar av Kristi eviga liv. Man kan se Agnus Dei (Guds Lamm) omgivet av evangelistsymboler, Jesu hjärta med lidandets symboler samt Jesusbarnet med syndens och den Obefläckade Avlelsens symboler. Av det som finns kvar av målningen framträder Sankt Göran i strid med draken och de därtill hörande arkitektur- och landskapsbilderna. I valvens svicklar finns klädeshandlarskråets vapen återgivet. Figurer och scener är målade i renässansstil som ger de enskilda gestalterna en plastisk återgivning omgivna av ett otroligt frodigt slingerverk av sengotisk typ. Gestalterna är återgivna i tidstypiska modedräkter, vilket är ovanligt inom det nordiska kyrkomåleriet.  